# شنیفیس
شنیفیس (به آلمانی: Schnifis) یک منطقهٔ مسکونی در اتریش است که در ناحیه فلدکیرش واقع شده‌است. شنیفیس ۴٫۸۷ کیلومتر مربع مساحت دارد ۶۵۷ متر بالاتر از سطح دریا واقع شده‌است.